# Mutluca, Beytüşşebap
Mutluca là một xã thuộc huyện Beytüşşebap, tỉnh Şırnak, Thổ Nhĩ Kỳ. Dân số thời điểm năm 2011 là 533 người. yanlış bilgi